# Tivolistraße (Düren)

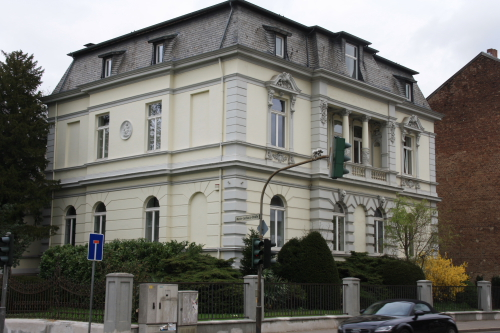
Das Haus der Industrie

Die Tivolistraße in der Kreisstadt Düren (Nordrhein-Westfalen) ist eine wichtige Innerortsstraße. Sie ist eine der Hauptzufahrten zur Innenstadt.
Die Straße beginnt an der Einmündung der August-Klotz-Straße / Philippstraße und endet an der Valencienner Straße. Der Straßenzug Bismarckstraße – Schenkelstraße – Tivolistraße durchquert den Stadtkern.
Die Tivolistraße überquert die Rur, den Mühlenteich und die Bahnstrecke Düren–Heimbach.
An der Tivolistraße liegen
- das Gebäude der Musikschule und
- das Haus der Industrie.

Beide Gebäude sind denkmalgeschützt.

## Geschichte
Die Straße ist nach den ehemaligen Gütern „Großtivoli“ (damals im heutigen Stadtpark gelegen) und „Kleintivoli“ (damals Ecke Rurstraße/Tivolistraße gelegen) benannt.
Früher wurde der Pfad Nachtigallen- oder Bohrsgäßchen genannt. Um 1780 wurde eine Brücke über den Mühlenteich gebaut, die aber schon 1810 gesperrt wurde, weil sie einzustürzen drohte. Sie wurde Bohrsbrücke genannt. Am 15. Juli 1894 wurde eine Brücke über die Rur gebaut. Sie erhielt den Namen „Bismarckbrücke“. Nach dem Zweiten Weltkrieg wurde sie wieder aufgebaut und 2009/2010 völlig erneuert.